# 塔富纳

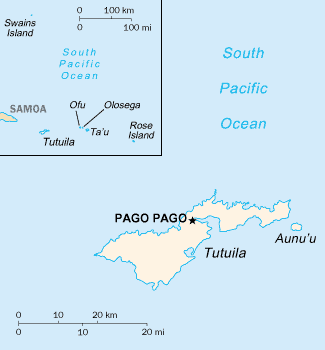
美属萨摩亚

塔富纳是一个村庄，位于美属萨摩亚图图伊拉岛东南海岸附近。它在一个小半岛上，在帕果帕果国际机场以北1英里远，在Nu'uuli以南1英里。塔富纳是美属萨摩亚最大的村庄。人口有8209人（2000年美国人口普查）。它是岛上的夜生活中心。